# بردووچ
بردووچ (به لاتین: Brdovec) یک منطقهٔ مسکونی در کرواسی است که در شهرستان زاگرب واقع شده‌است. بردووچ ۳۷٫۲۷ کیلومتر مربع مساحت و ۱۱٬۱۴۳ نفر جمعیت دارد.